# Колодец и маятник (фильм, 1961)
«Колодец и маятник» (англ. The Pit and the Pendulum) — фильм Роджера Кормана, снятый в 1961 году. Сочетает элементы триллера, исторического фильма и фильма ужасов. Название фильма происходит от рассказа Эдгара Аллана По, однако сюжет рассказа включён лишь в финальную часть сценария, созданного известным писателем-фантастом Ричардом Мэтисоном.

## Сюжет
Испания, середина XVI века. В замок дона Медина приезжает английский эсквайр Френсис Барнард, который стремится узнать, что случилось с его сестрой Элизабет — женой владельца замка. Хозяева — сам Николас Медина, его сестра Катерина и доктор Леон не сразу и с неохотой рассказывают англичанину о смерти его сестры.
Оказывается, что прежний владелец замка — дон Себастьян Медина, отец Николаса и Катерины, был инквизитором и пытал в подвалах замка заключенных. С тех пор там остается много приспособлений для заплечных дел мастеров — дыба, железная дева, кандалы, а в одной комнате какой-то особый механизм. Согласно версии доктора Леона, сердце Элизабет не выдержало вида этих жутких устройств. После раскрытия тайны смерти жены Николас перестаёт сдерживать свои чувства — он любил свою жену и страшно по ней тоскует. Периодически в замке возникают различные события, которые заставляют Николаса думать, что дух его жены бродит по тем местам, где она раньше жила. Барнард не понимает причины этих навязчивых мыслей, тогда Катерина рассказывает, что в детстве Николас оказался свидетелем того, как его отец замучил в своих застенках жену и брата, которых подозревал в прелюбодеянии. Однако и Катерина не знает всей правды — оказывается, что помимо прочего, их мать была замурована в склепе ещё живой. Николас же считает, что та же участь постигла и его жену. В конце концов доктор Леон предлагает вскрыть склеп. Когда крышку саркофага поднимают, то оказывается, что находящаяся там же женщина действительно была погребена заживо.
Разум Николаса не выдерживает осознания этой ужасной новости — он теряет ощущение реальности, тем более, что он постоянно слышит голос покойной жены. Этот голос манит его к запретной двери в подвале. И очутившись там, Николас действительно встречает свою покойную жену. От всего этого он теряет сознание. Пока хозяин находится в беспомощном состоянии, выясняется злая интрига, которую устроили против него его жена и его лучший друг — доктор Леон. Однако здесь происходит непредвиденное — очнувшись, Николас больше считает себя не самим собой, а своим отцом, который расправляется с неверной женой и братом. Он скидывает Леона в колодец, а Элизабет запирает в «железной деве». Тут на шум появляется Френсис, и безумный Николас принимает его за брата. Схватив англичанина, хозяин тащит его в особую комнату, где находится самый зловещий экспонат коллекции — маятник с серпом внизу. Николас привязывает жертву к столу и нажимает на рычаг. Маятник начинает опускаться…
Только появление Катерины со слугой Максимиллианом спасает Френсиса: слуге удаётся сбросить хозяина в колодец, а девушке — освободить Барнарда. Когда она выводит Френсиса и приказывает навсегда запереть дверь в зловещий подвал, Элизабет с ужасом наблюдает из своей железной темницы, как её навсегда оставляют здесь…

## В ролях
- Винсент Прайс — Николас/Себастиан Медина
- Джон Керр — Френсис Барнард
- Барбара Стил — Элизабет Медина
- Луана Андерс — Катерина Медина
- Энтони Карбоне — доктор Леон
- Патрик Вествуд — Максимиллиан
- Линетт Берни — Мария

## Оценка
Фильм включён Стивеном Кингом в список 100 наиболее значимых (на его взгляд) фильмов ужасов с 1950 по 1980 год. В 14 лет Кинг адаптировал в повествовательную форму фильм «Колодец и маятник», добавив кое-что от себя. Сделав копии с рукописи, он принёс свою работу в школу и продавал одноклассникам по четвертаку за экземпляр.
В 1966 году чехословацкий кинорежиссёр Борживой Земан снял пародию на этот фильм под названием «Призрак замка Моррисвилль».
Сюжет фильма «Эльвира — повелительница тьмы 2» заимствует фрагменты, пародируя их.